# Wiltrud Drexel
Wiltrud Drexel nació el 16 de agosto de 1950 en Feldkirch (Austria), es una esquiadora retirada que ganó 1 Medalla Olímpica (1 de bronce), 2 Medallas en el Campeonato del Mundo (2 de bronce), 1 Copa del Mundo en disciplina de Descenso y 5 victorias en la Copa del Mundo de Esquí Alpino (con un total de 27 podiums).

## Resultados

### Juegos Olímpicos de Invierno
- 1972 en Sapporo, Japón
  - Eslalon Gigante: 3.ª

### Campeonatos Mundiales
- 1972 en Sapporo, Japón
  - Eslalon Gigante: 3.ª
- 1974 en St. Moritz, Suiza
  - Descenso: 3.ª

### Copa del Mundo

#### Clasificación general Copa del Mundo
- 1967-1968: 36.ª
- 1968-1969: 3.ª
- 1969-1970: 15.ª
- 1970-1971: 4.ª
- 1971-1972: 7.ª
- 1972-1973: 6.ª
- 1973-1974: 9.ª
- 1974-1975: 11.ª
- 1975-1976: 20.ª

#### Clasificación por disciplinas (Top-10)
- 1968-1969:
  - Descenso: 1.ª
  - Eslalon Gigante: 7.ª
- 1969-1970:
  - Descenso: 6.ª
- 1970-1971:
  - Descenso: 2.ª
  - Eslalon: 7.ª
- 1971-1972:
  - Descenso: 2.ª
- 1972-1973:
  - Descenso: 2.ª
- 1973-1974:
  - Descenso: 3.ª
- 1974-1975:
  - Descenso: 5.ª

#### Victorias en la Copa del Mundo (5)

##### Descenso (5)
| Fecha                  | Lugar            |
| ---------------------- | ---------------- |
| 10 de enero de 1969    | Grindelwald      |
| 15 de enero de 1969    | Schruns          |
| 28 de enero de 1971    | Pra Loup         |
| 26 de febrero de 1972  | Crystal Mountain |
| 4 de diciembre de 1974 | Val-d'Isère      |